# Антоніу Піріш Велозу
Антоніу Піріш Велозу (порт. António Elísio Capelo Pires Veloso, 10 серпня 1926, Говейя — 17 серпня 2014, Порту) — португальський генерал і правий політичний діяч, активний учасник колоніальної війни і післяреволюційної політичної боротьби. Був останнім губернатором Сан-Томе і Принсіпі, командував Північним військовим округом в період Спекотного літа 1975-го, брав участь у Революційній раді Португалії. Зіграв важливу роль в під час листопадової кризи 1975 року на стороні антикомуністичних сил. Балотувався в президенти Португалії на виборах 1980 року.

## Служба і війна
Народився в родині шкільних вчителів. В 1944 вступив на підготовчі курси факультету точних і природничих наук Університету Порту. Два роки по тому був прийнятий до військового училища, закінчив в 1949 у званні лейтенанта сухопутних військ.
Перші роки служби провів в гарнізоні Макао. В 1951 був переведений в Португалію. До 1961 служив в єгерському батальйоні, на авіабазі, в Інституті військової техніки..
Брав участь в колоніальній війні, служив в португальських військах в Анголі (1961–1964) і в Мозамбіку (1965–1974). В 1962 був нагороджений військовим Авіським орденом.

## Революційний комісар і командувач округом
Антоніу Піріш Велозу підтримав і приєднався до Квітневої революції 1974. Нова влада призначила його губернатором, потім верховним комісаром Сан-Томе і Принсіпі. Піріш Велозу організовував процес деколонізації островів.
12 липня 1975 року була проголошена незалежність Сан-Томе і Принсіпі. Антоніу Піріш Велозу повернувся до Португалії і у званні бригадира зайняв пост командувача Північним військовим округом. Штаб округу розташований в Порту.

## Бригадир-антикомуніст. Роль 25 листопада 1975
Антоніу Піріш Велозу був прихильником демократичного ладу західноєвропейського типу. Відповідно, він був жорстким противником Португальської компартії (ПКП) і її союзників в Русі збройних сил. У цьому Піріш Велозу знайшов численних союзників в Північному регіоні, де були сильні масові антикомуністичні настрої.
Політичний вплив і популярність Піріш Велозу були настільки важливими, що він отримав прізвисько Vice-Rei do Norte — Віце-король Півночі. Так само був прозваний цивільним губернатором округу Брага Еуріку ді Мелу, з яким генерал Піріш Велозу тісно співпрацював в антикомуністичному протистоянні.
Командувач Північним округом встановив міцний зв'язок і активну співпрацю з правоцентристською Народно-демократичною партією (НДП) і з лідером правих сил — настоятелем кафедрального собору Браги каноніком Едуарду Мелу Пейшоту. У період Спекотного літа Антоніу Піріш Велозу «прикривав» антикомуністичні і антиурядові акції руху Марія да Фонте. Висловлював симпатії до підпільної організації «Демократичний рух за звільнення Португалії» (МДЛП) і навіть ультраправої Армії визволення Португалії (ЕЛП). Передбачається, що в МДЛП брали участь офіцери штабу округу, але Піріш Велозу це категорично заперечував.
Північний військовий округ був оголошений «резервом і гарантом демократичних ідеалів революції». Антоніу Піріш Велозу став одним з ключових діячів Листопадової кризи 1975. Під його командуванням війська Північного округу рішуче встали на сторону правих сил і брали участь в придушенні «путчу Карвалью». Бригадир Піріш Велозу попередив, що дасть збройний опір і взяв під військовий контроль ключові об'єкти і комунікації регіону. Він пропонував сформувати антикомуністичний тимчасовий уряд і розмістити його в Порту.
Жорсткі попередження Піріша Велозу деморалізували комуністичних активістів. Президент Франсішку да Кошта Гоміш сказав Алвару Куньялу, що силові дії ВКП приречені на провал через «дисципліновані сили Півночі».
Події 25 листопада 1975 стали поворотним моментом в політичному розвитку післяреволоюційної Португалії. Антоніу Піріш Велозу вважав їх «порятунком ідеалів 25 квітня, які намагалися спотворити ультраліві тоталітарні еліти».

## Член Революційної ради. Кандидат в президенти
Після 25 листопада 1975 і до 14 листопада 1977 Піріш Велозу поєднував посаду командувача округом з членством в Революційній раді. Брав участь у висуванні Рамалью Іаніша на президентських виборах 1976 року. Сприяв відмові від прокомуністичних та лівосоціалістичних установок попереднього періоду. Відстоював у Революційній раді позиції і інтереси португальської Півночі.
У червні 1976 року Піріш Велозу отримав важкі травми під час катастрофи військового вертольота, але зміг швидко відновитися. Залишив командування округом і вийшов з Революційної ради в листопаді 1977 року. 19 листопада 1977 десятки тисяч людей на мітингу в Порту вручили синові бригадира Антоніу Мануеля символічний «меч пошани» для передачі батькові.
На виборах 1980 року Антоніу Піріш Велозу балотувався в президенти Португалії як незалежний кандидат. Однак правий табір консолідувався навколо генерала Соареша Карнейро. Піріш Велозу отримав лише 45132 голоси — 0,78 % (президентом був повторно обраний Рамалью Іаніш).
У 1980-х Піріш Велозу викладав в Інституті вищих військових досліджень. Займався сільським господарством на власній фермі. З 1988 року — генерал-майор сухопутних військ.

## Прихильник «нового 25 квітня»
Генерал Піріш Велозу користувався в Португалії великим авторитетом як учасник революційних подій, особливо Листопадової кризи. В 2006 році «за фундаментальну роль в зміцненні національної демократії в період командування Північним військовим округом» він був нагороджений муніципальною медаллю «За заслуги» міста Порту.
У своїх виступах Піріш Велозу давав нестандартні оцінки подій середини 1970-х років. Висловлював співчуття у зв'язку з тим, що в кінці 1975 року не був доведений до кінця розгром ПКП. Відповідальність за це покладав на Ернешту Мелу Антунеша, який «коли Куньял і його група вже сиділи на валізах, виступив по телебаченню і закликав не громити їх партію». Піріш Велозу вважав Мелу Антунеша «ліваком і затятим комуністом, що в останній момент здогадався змінити позицію».
Негативно ставився також до Рамалью Іаніша — звинувачував його в бездіяльності у вирішальний момент, говорив, ніби в лідери Іаніш був висунутий лише за представницьку зовнішність: «його вважають героєм 25 листопада, але це не так». У той же час дуже позитивно Піріш Велозу оцінював діяльність Жайме Рубена Невіша, Франсішку Са Карнейру, Маріу Соареша.
В 2009 році Антоніу Піріш Велозу видав книгу спогадів Vice-Rei do Norte. Memórias e revelações — Віце-король Півночі. Спогади і одкровення.
В останні роки життя генерал Піріш Велозу досить жорстко оцінював ситуацію в країні. В 2002 він порівнював становище в Португалії з періодом «Спекотного літа», тільки за «більш підступної форми анархії». Виступав на підтримку «принесених в жертву робітників» проти «партійних політиків, які забули про ідеали Квітня і правлять внаслідок змови».
|  | Португалія знову в небезпеці, під загрозою національний суверенітет. Псевдодемократія приймає і скасовує закони в інтересах A, B або C. Вчора ворогом була комуністична ідеологія. Сьогодні - жадібність нерегульованих ринків, яка топить багато країн в безробітті і режимі суворої економії. Антоніу Піреш Велозу, 2012 рік |

Рішення проблем Піріш Велозу бачив через «щось на зразок нового 25 квітня», але не шляхом військового перевороту, а виступом народних мас.

## Пам'ять і конфлікти
Помер Антоніу Піріш Велозу у віці 88 років.
Через місяць, 16 вересня 2014 муніципальна асамблея Порту ухвалила рішення назвати одну з міських площ ім'ям Антоніу Піріш Велозу. З ініціативою виступили депутати Соціал-демократичної партії (колишня НДП), їх підтримали представники Народної партії. Проти голосували депутати Лівого блоку. Через год в Порту был установлен бронзовый бюст Антониу Пиреша Велозу. В церемонии участвовали мэр Порту и министр национальной обороны.
Ставлення до Антоніу Піріш Велозу не є однозначним і залежить від політичної орієнтації. Прихильники правих і центристських сил зараховують його до національних героїв. Особливо популярний Піріш Велозу в Порту і суміжних регіонах, де його називають «душею Півночі». З іншого боку, комуністи і ліві радикали сприймають його з ненавистю, як «людину не 25 квітня, а 25 листопада». Незабаром після встановлення, погруддя Піріша Велозу вночі атакували вандали.

## Сім'я
Антоніу Піріш Велозу був одружений, мав сина і доньку.
Старший брат Ауреліану Капелу Велозу в 1977–1979 був першим демократично обраним мером Порту. Племінник Руї Велозу — відомий музикант, вважається «батьком португальського року».